# PalaAcer
Il PalaAcer, ex PalaEnichem, è un impianto di ultima generazione costruito nel 1988 per ospitare le partite della squadra locale Trogylos Priolo.
È stato aperto nel settembre 1988 e appartiene al Comune di Priolo Gargallo in Provincia di Siracusa.
Ospita le partite casalinghe della Trogylos Priolo, formazione che ha militato per quasi un trentennio nel campionato di Serie A1. Nelle stagioni 1988-1989 e 1999-2000 la squadra di casa è stata campione d'Italia, mentre nel 1989-1990 la stessa ha vinto l'EuropaLeague.
La capienza ufficiale per le partite di pallacanestro è di circa 4500 posti. 